# Weather Systems
Weather Systems ist das neunte Studioalbum der britischen Band Anathema. Es wurde am 16. April 2012 bei Kscope veröffentlicht.

## Entstehung
Das Album wurde in Liverpool, North Wales und Oslo aufgenommen. Es wurde von Vincent Cavanagh und Daniel Cavanagh mit Christer-André Cederberg produziert.

## Rezeption
„Es ist schon mehr als unheimlich, wie es Anathema scheinbar vollkommen mühelos gelingt, mit jeder weiteren Veröffentlichung noch mal einen drauf zu setzen. Weather Systems ist der vorläufige Höhepunkt der Reise und man fragt sich ernsthaft, wie lange Anathema dieses unfassbar hohe Niveau noch halten können. Der Band ist es gelungen absolute Schönheit perfekt zu vertonen.“

„Bei dem 5.1 Mix, gilt im wahrsten Sinne des Wortes, mitten drin statt nur dabei. Es wurde mit einer perfekten Zurückhaltung gearbeitet und dadurch das Gesamtkunstwerk nicht mit synthetisch hervorgehobenen Effekten wie auf so manchem anderen 5.1 Mixen verschlimmbessert. Die Platzierung einzelner Instrumente und hierzu zähle ich auch die Stimmen von Lee Douglas, Vincent Cavanagh und Petter Carlsen erscheinen zu jedem Zeitpunkt durchdacht und genau auf das jeweilige Stück abgestimmt. Die Streicher, das Klavier sowie die sanften Gitarrenparts geben einem das Gefühl mollig warm ummantelt zu werden mal mehr front- und mal mehr backlastig, ohne aber dadurch zu einer 5.1 Demo-CD zu degradieren.“

„Jegliche Art von negativer Kritik wäre hier entweder kritisieren auf höchstem Niveau oder Erbsenzählerei. Mit seinem eingängigen Sound, seiner traumhaften Melodien und einer ordentlichen Portion Druck ist Weather Systems ein Platz in der Rock History sicher. Auch wenn ein Vergleich nicht unbedingt gewünscht ist, könnte man Anathema als Pink Floyd des 21. Jahrhunderts bezeichnen.“

## Titelliste
1. Untouchable Part 1 – 6:14
2. Untouchable Part 2 – 5:33
3. The Gathering of the Clouds – 3:27
4. Lightning Song – 5:25
5. Sunlight – 4:55
6. The Storm Before the Calm – 9:23
7. The Beginning and the End – 4:53
8. The Lost Child – 7:02
9. Internal Landscapes – 8:52